# 水曜の朝、午前3時
『水曜の朝、午前3時』 (Wednesday Morning, 3 A.M.) はサイモン&ガーファンクルのデビューアルバム。

## 解説
1963年、コロムビア・レコードのプロデューサーのトム・ウィルソンが「私の兄弟」を聴いたのがきっかけで、サイモン&ガーファンクルは1964年2月10日にコロムビアと契約。本作で再デビューを果たした（ポール・サイモンとアート・ガーファンクルは、1957年にトム&ジェリー名義でレコード・デビューしている）。
1964年3月10日、ニューヨークのコロムビア・スタジオにバリー・コーンフィールド（12弦アコースティックギター）、ビル・リー（ベース）が呼ばれ、レコーディングは開始された。ウィルソンはスタジオに入る前にサイモンとガーファンクルに「アルバムはサイモンのオリジナル曲が6曲とカバー曲が6曲という内容でいきたい」と告げた。カバーについてウィルソンが出した唯一の条件は、自らがプロデュースしたところのボブ・ディランの「時代は変る」を取り上げることだった。エンジニアとしてロイ・ハリーが参加している。
なお、「私の兄弟」の作詞・作曲者としてクレジットされているポール・ケインは、ポール・サイモンが無名時代に使っていた偽名。
発売当時は話題にならず、チャート・インすらしなかったが、「サウンド・オブ・サイレンス」のシングル・ヴァージョンが大ヒットすると本作も再評価され、1966年には全米30位に達した。また、イギリスではリリースから4年後の1968年になって全英アルバムチャートに初登場し、同年には最高24位に達した。

## 収録曲
Side 1
1. ユー・キャン・テル・ザ・ワールド - "You Can Tell the World" (Bob Gibson/Bob Camp) - 2:47
2. きのう見た夢（平和の誓い） - "Last Night I Had the Strangest Dream" (Ed McCurdy) - 2:11
3. 霧のブリーカー街 - "Bleecker Street" (Paul Simon) - 2:44
4. すずめ - "Sparrow" (Paul Simon) - 2:49
5. ベネディクタス - "Benedictus" (traditional *, arranged and adapted by Simon and Garfunkel) - 2:38
6. サウンド・オブ・サイレンス - "The Sounds of Silence" (Paul Simon) - 3:08

Side 2
1. 私の兄弟 - "He Was My Brother" (Paul Kane) - 2:48
2. ペギー・オウ - "Peggy-O" (traditional) - 2:26
3. 山の上で告げよ - "Go Tell It on the Mountain" (traditional) - 2:06
4. 太陽は燃えている - "The Sun Is Burning" (Ian Campbell) - 2:49
5. 時代は変わる - "The Times They Are a-Changin'" (Bob Dylan) - 2:52
6. 水曜の朝、午前3時 - "Wednesday Morning, 3 AM" (Paul Simon) - 2:13

＊原曲：Missa ad imitationem moduli Iager/Orland di Lasso (「狩人のミサ/ラッソ」作品番号LV622)

### 2001年リマスター版ボーナストラック
1. 霧のブリーカー街（デモ） - "Bleecker Street" - Demo (Paul Simon) - 2:46
2. 私の兄弟（別テイク1）- "He Was My Brother" - Alternate Take 1 (Paul Kane) - 2:52
3. 太陽は燃えている（別テイク12） - "The Sun Is Burning" - Alternate Take 12 (Ian Campbell) - 2:47